# Can Peualt
Can Peualt és una masia de Viladrau (Osona) inclosa a l'Inventari del Patrimoni Arquitectònic de Catalunya.

## Descripció
Masia de planta rectangular (13x4) coberta a dues vessants amb el carener perpendicular a la façana situada a migdia. Consta de planta i primer pis. La façana principal presenta a la planta un portal rectangular d'arc escarser amb dovelles i carreus de gres groc, la dovella central està datada (1872), i la part baixa del portal està restaurada amb totxo; una finestreta amb forjat i un cos de forn adossat a la façana; en el sector E de la mateixa façana hi trobem un portal rectangular que dona accés a una cort, i a continuació un petit cobert adossat amb corts a la planta i mur de totxo al primer pis; el primer pis presenta tres finestretes de gres vermell treballat amb llindes de granet gris, i damunt la cort (E) una finestreta amb forjat; en el sector O de la mateixa façana hi trobem un cos de corts adossat, que presenta un portal rectangular a la planta, i un altre al primer pis. La façana O presenta només una finestra amb forjat a la planta. La façana N pràcticament adossada al mur del terraplè de la casa veïna presenta un petit portal rectangular de totxo i llinda de roure a la planta, i una finestreta al primer pis. La façana E és cega.

## Història
Masia situada a peu de camí ral construïda a la segona meitat del segle xix, època en què el municipi experimentà el seu màxim increment demogràfic. El cens de 1860, el més alt de la seva història, dona la xifra de 1188 habitants.